# Putyliwka (Krym)
Putyliwka (ukr. Путилівка, ros. Путиловка, Putiłowka) – wieś na Ukrainie, w Autonomicznej Republice Krymu (de iure stanowiącej integralną część państwa ukraińskiego, w 2014 anektowanej przez Rosję i odtąd funkcjonującej jako Republika Krymu), w rejonie bakczysarajskim. W 2001 liczyła 320 mieszkańców, wśród których 55 wskazało jako ojczysty język ukraiński, 202 rosyjski, 7 krymskotatarski, 1 mołdawski, 1 bułgarski, 5 białoruski, a 49 inny. Według spisu ludności przeprowadzonego przez okupacyjne władze rosyjskie populacja wsi w 2014 wynosiła 312 osoby.